# Sit Down for Dinner
Sit Down for Dinner — десятий студійний альбом американського альтернативного рок-гурту Blonde Redhead, випущений 29 вересня 2023 року лейблом Section1, реліз отримав позитивні відгуки критиків.

## Запис і реліз
Це перший повноформатний студійний альбом гурту після Barragán 2014 року, написання якого розпочалося у 2018 році. У міру того, як пісні збиралися разом протягом кількох років, почали з'являтися теми старіння, смерті та трауру, а фронтвумен Кадзу Макіно особливо відзначила книгу Джоан Дідіон The Year of Magical Thinking як ту, що вплинула на альбом.

## Відгуки критиків
Редактори AllMusic оцінили цей альбом на 4 з 5 зірок, а критик Хізер Фарес написала, що «тріо спускає свою квінтесенцію елегантної, таємничої музики на землю». Редактори Bandcamp обрали цей альбом альбомом дня, а критик Ель Керрол назвала його «гордо простим і глибоко відчутним записом». Цей альбом став альбомом тижня на BrooklynVegan Indie Basement, а Білл Піріс написав, що це один з найкращих альбомів гурту і що він продовжує «всеохоплюючу тужливу атмосферу» їхньої музики, а також увійшов до списку найкращих альбомів вересня. У журналі Exclaim! Ділан Барнабе оцінив цей реліз на 8 з 10, назвавши його «поверненням на батьківщину, яке тривало дев'ять років», що демонструє грайливість гурту. У Guitar World Ендрю Дейлі відзначив взаємодію між гітаристами Кадзу Макіно і Амадео Паче, зокрема, унікальний стиль першої і те, як вона створює основу звучання цього альбому. На сайті The Line of Best Fit критик Саймон Хевісайдс оцінив цю роботу на 8 з 10 балів як «нагадування про випадкову крихкість існування», «сповнену тонкощів і майстерності, що не показується», і як «руйнівно чудову».
Критики All Songs Considered включили його до п'ятірки найкращих альбомів тижня. Стюарт Берман з Pitchfork оцінив Sit Down for Dinner на 7.5 балів з 10, написавши, що «хоча він проходить довгий шлях до відновлення особливої містики та імпресіоністичної аури Blonde Redhead, Sit Down for Dinner вирізняється невимушеною мелодійністю, яка, навіть у найтемніших ліричних глибинах, робить його найтеплішим і найпривітнішим альбомом в каталозі гурту». Джон М. Гілбертштейн з Shepherd Express прихильно порівняв цей альбом з музикою гурту Yo La Tengo, відзначивши суміш музичних впливів і охарактеризувавши його як «компіляцію послань гурту, який не робив більше музики, поки не відчув, що має більше музики», а не як «клішоване повернення до форми або спробу виправдати довгу відсутність». Марк Редферн з Under the Radar виділив дві частини заголовного треку як одні з найкращих пісень тижня, а Метт Ворон пізніше оцінив альбом на 7.5 з 10, заявивши, що він «не зовсім передає магію і звукову яскраву мелодійність попередніх альбомів, але в ньому достатньо справжнього блиску Blonde Redhead, особливо у партіях з пишним голосом Макіно, щоб зробити його гідною інвестицією для прослуховування».
У журналі Glide Райан Діллон обрав «Kiss Her Kiss Her» однією з найкращих пісень тижня, назвавши її «раннім фаворитом з посланим небесами вокалом, що пронизує щільне аранжування, яка розростається в гімн у стилі синті-поп».
Редакція Vogue включила його до нерейтингового списку 22 найкращих альбомів року, опублікованого 23 жовтня 2023 року, а критик Ніколь Фелпс зазначила, що він перебуває у «високій ротації на моєму акаунті Spotify». Редакція Pitchfork включила його до списку 37 найкращих рок-альбомів 2023 року. Джон Мігер з Irish Independent трек «Snowman» десятою найкращою іноземною піснею 2023 року. Редактори AllMusic включили його до списку улюблених альтернативних та інді-альбомів 2023 року. Він увійшов до 40 найкращих незалежних альбомів 2023 року за версією BrooklynVegan Indie Basement. На Under the Radar він посів 18 сходинку серед найкращих альбомів 2023 року, а критик Марк Редферн обрав його одним зі своїх улюблених альбомів року.

## Трек-лист
| #     | Назва                          | Тривалість |
| ----- | ------------------------------ | ---------- |
| 1.    | «Snowman»                      | 5:15       |
| 2.    | «Kiss Her Kiss Her»            | 4:22       |
| 3.    | «Not for Me»                   | 4:14       |
| 4.    | «Melody Experiment»            | 5:10       |
| 5.    | «Rest of Her Life»             | 3:15       |
| 6.    | «Sit Down for Dinner (Part 1)» | 3:11       |
| 7.    | «Sit Down for Dinner (Part 2)» | 3:28       |
| 8.    | «I Thought You Should Know»    | 5:24       |
| 9.    | «Before»                       | 4:28       |
| 10.   | «If»                           | 4:22       |
| 11.   | «Via Savona»                   | 5:13       |
| 48:22 |                                |            |

## Персоналії
Blonde Redhead
- Кадзу Макіно – ритм-гітара, клавішні, вокал, обкладинка, продюсування
- Амедео Паче – соло-гітара, бас-гітара, клавішні, вокал, продюсування
- Сімоне Паче – барабани, клавішні, продюсування

Додатковий персонал
- Коллін Флетчер – графічний дизайн
- Хеба Кадрі – мастеринг

## Чарти
| Чарт (2023)                                 | Пікова позиція |
| ------------------------------------------- | -------------- |
| Бельгія Belgian Albums (Ultratop Flanders)  | 91             |
| Франція French Albums (SNEP)                | 127            |
| Велика Британія UK Independent Albums (OCC) | 50             |